# NGC 7109
NGC 7109 é uma galáxia elíptica (E) localizada na direcção da constelação de Piscis Austrinus. Possui uma declinação de -34° 26' 46" e uma ascensão recta de 21 horas, 41 minutos e 58,5 segundos.
A galáxia NGC 7109 foi descoberta em 25 de Setembro de 1834 por John Herschel.